# 523
Cette page concerne l'année 523  du calendrier julien. Pour l'année 523 av. J.-C., voir 523 av. J.-C. Pour le nombre 523, voir 523 (nombre).
L'année 523 est une année commune qui commence un dimanche.

## Événements
- 6 mai : Hildéric, fils de Hunéric, succède à Thrasamund et devient roi des Vandales en Afrique (523-530)[1].
  - À la fin du règne de Thrasamund, le royaume Vandale est mis en péril par Cabaon, chef d’une armée de chameliers de Tripolitaine qui écrase l’armée vandale[2]. L’armée d’Hildéric est également vaincue par le chef maure Antalas dans la région de Gafsa entre 523 et 530[3].

- 13 août : début du pontificat de Jean Ier (fin en 526)[4].

- Septembre[5] : Théodoric le Grand, roi d'Italie, fait emprisonner son ministre Boèce, un philosophe et aristocrate romain de la vieille école, accusé de conspiration contre l'État et de magie. Boèce, condamné à mort, rédige dans son cachot Consolation de Philosophie.

- 24 octobre, Arabie : Yusuf Asar Yathar (Dhû Nuwâs) dernier souverain juif du royaume yéménite d'Himyar s'empare de Najran par la ruse et met à mort les chrétiens devant leur refus de se convertir au judaïsme, dont le vieillard Aréthas[4]. L’empereur byzantin Justin Ier, informé par le prêtre Abramius de ce massacre qui aurait fait 5 000 victimes, se porte au secours des chrétiens du sud arabique. Il adresse une lettre au patriarche d'Alexandrie Astérios pour qu’il demande au roi d’Aksoum Kaleb d’intervenir en Arabie, ce qu'il fait en 525.

- Guerre de Burgondie : Sigismond, roi des Burgondes est battu par les fils de Clovis, Childebert, Clodomir et Clotaire. Il se réfugie au monastère d'Agaune, mais est livré par l'aristocratie burgonde à Clodomir, roi d’Orléans, qui le fait jeter dans un puits avec toute sa famille[6]. Théodoric le Grand, qui veut venger la mort de son petit-fils Ségéric, intervient en même temps que les Francs. Son général Tuluin, sans combattre, prend au royaume Burgonde les pays entre la Durance et la Drôme, probablement jusqu'à l'Isère, qui sont réunis au royaume ostrogoth jusqu'en 530[7].

## Naissances en 523
- Ahkal Mo' Naab' II, ajaw maya de Palenque.

## Décès en 523
- 6 mai[1] ou 7 juin[3] : Thrasamund, roi des Vandales.
- 6 août :  Hormisdas, pape.
- Chila, catholicos de l'Église de l'Orient.
- Joconde, évêque d'Aoste.
- Muryeong, roi de Baekje, un des Trois Royaumes de Corée.
- Philoxène, évêque de Mabboug.